# Осада Ханской ставки
Оса́да Ха́нской ста́вки (каз. Хан Ордасының қоршауы) — осада Ханской ставки в Букеевской Орде повстанческим войском под командованием Исатая Тайманова и Махамбета Утемисова длившееся с 12 (24) октября — 25 октября (6) ноября 1837 года. Эпизод восстания казахских шаруа против царской и ханской власти в 1836—1838 годах.

## Осада
3 (15)-8 (20) октября 1837 года отряды казахских повстанцев под командованием Исатая Тайманова и Махамбета Утемисова находились в урочище Теректикум в 60-70 верстах от Ханской ставки. 12 (24) октября повстанцы общей численностью около 1500 человек (по другим данным 2500-3000 человек) начали продвигаться в сторону Ханской ставки, и уже через 2-3 дня они разместили свой лагерь в 4-8 верстах от неё и приступили к осаде, которая длилась 2 недели.
Исатай Тайманов не ставил своей целью овладеть ставкой. Повстанцы требовали, чтобы Жангир-Керей-хан исключил из своего окружения биев Балку и Караул-ходжу и довёл до конца начатые против этих биев судебные процессы, а власть над Букеевской Ордой передать в руки родовых старшин. В ставке поднялась паника, начались переговоры с повстанцами. Жангир-хану была предъявлена новая петиция, которую подписали 300 влиятельных казахских батыров, старшин и родоначальников, в ней повстанцы указывали, что в случае невыполнения их требований все восставшие казахи откочуют из Букеевской Орды.
Царское правительство значительно укрепило границу, чтобы повстанцы не смогли прорваться через Урал. Жангир-хан всячески тянул время до прихода подкрепления. Оренбургская администрация и Жангир-хан в спешке стягивали казачьи войска, также был подготовлен и ханский отряд. За короткий промежуток времени было стянуто более тысячи человек.
Организовав отряд из 600 человек, подполковники Карл Геке и Меркулов попытались прорвать блокаду Ханской ставки. К ним на помощь также пришли отряды из Зеленовского форпоста, Кулагинской, Горской и других крепостей Уральской линии. Карл Геке прошел через группу охранников Исатая Тайманова, добрался до Ханской ставки и соединился с войсками Жангир-хана. Отряды Исатая оказались взяты в кольцо. Возглавив отряд из 1000 человек он совершил нападение на выступивший из Кулагинской крепости отряд подполковника Меркулова в местности Жидели. Под натиском превосходящих сил повстанцев, Меркулову пришлось отступить к другим казачьим отрядам. В ночь с 24 (5) на 25 октября (6 ноября) Исатай Тайманов, прекратив осаду Ханской ставки, отступает.

## Последствия
Ожидалась развязка конфликта. 3 (15) ноября 1837 года между повстанцами и отрядами карателей в местности Тас-Тюбе произошло ожесточённое сражение. Повстанцы потерпели поражение и также были вынуждены отступить. Каратели преследовали отступавших на протяжении нескольких километров. Со стороны повстанцев погибли десятки людей, также каратели отбили значительное количество скота в ходе преследования.